# Kyōji Suga
Kyōji Suga (jap. 菅恭司 Suga Kyōji; ur. 11 maja 1969 w Kutchan) – japoński biathlonista.
Najwyższe miejsce w klasyfikacji generalnej pucharu świata w biathlonie zajął w sezonie 1996/1997 – było ta 31. pozycja.
Swój ostatni biathlonowy występ zanotował 25 lutego 2006 podczas Zimowych Igrzysk Olimpijskich 2006.

## Osiągnięcia

### Igrzyska olimpijskie
| Rok  | Miejscowość    | Konkurencje | Konkurencje | Konkurencje | Konkurencje | Konkurencje | Konkurencje | Konkurencje |
| Rok  | Miejscowość    | IN          | SP          | PU          | MS          | RL          | MR          | SR          |
| ---- | -------------- | ----------- | ----------- | ----------- | ----------- | ----------- | ----------- | ----------- |
| 1998 | Nagano         | 14.         | 18.         | nd.         | nd.         | 15.         | nd.         | –           |
| 2002 | Salt Lake City | 20.         | 41.         | 35.         | nd.         | 13.         | nd.         | –           |
| 2006 | Turyn          | 14.         | 70.         | –           | 30.         | 12.         | nd.         | –           |

### Mistrzostwa świata
| Rok  | Miejscowość         | Konkurencje | Konkurencje | Konkurencje | Konkurencje | Konkurencje | Konkurencje | Konkurencje | Konkurencje |
| Rok  | Miejscowość         | IN          | SP          | PU          | MS          | RL          | MR          | SR          | DR          |
| ---- | ------------------- | ----------- | ----------- | ----------- | ----------- | ----------- | ----------- | ----------- | ----------- |
| 1993 | Borowec             | –           | –           | nd.         | nd.         | 20.         | nd.         | 15.         | {{{11}}}.   |
| 1994 | Canmore             | nd.         | nd.         | nd.         | nd.         | nd.         | nd.         | 14.         | {{{11}}}.   |
| 1995 | Rasen-Antholz       | –           | 73.         | nd.         | nd.         | 20.         | nd.         | 6.          | {{{11}}}.   |
| 1996 | Ruhpolding          | 63.         | 14.         | nd.         | nd.         | 16.         | nd.         | –           | {{{11}}}.   |
| 1997 | Osrblie             | 84.         | 42.         | 15.         | nd.         | 16.         | nd.         | –           | {{{11}}}.   |
| 1998 | Hochfilzen/Pokljuka | nd.         | nd.         | 30.         | nd.         | nd.         | nd.         | 18.         | {{{11}}}.   |
| 1999 | Oslo                | 44.         | –           | –           | –           | –           | nd.         | nd.         | {{{11}}}.   |
| 2000 | Oslo/Lahti          | 48.         | 27.         | 20.         | –           | 17.         | nd.         | nd.         | {{{11}}}.   |
| 2001 | Pokljuka            | 50.         | 34.         | 36.         | –           | 11.         | nd.         | nd.         | {{{11}}}.   |
| 2003 | Chanty-Mansyjsk     | 25.         | 20.         | 29.         | –           | 16.         | nd.         | nd.         | {{{11}}}.   |
| 2004 | Oberhof             | 37.         | 37.         | 45.         | –           | 17.         | nd.         | nd.         | {{{11}}}.   |